# نیلوفر رونده
نیلوفر رونده (نام علمی: Ipomoea pes-caprae) نام یک گونه از سرده نیلوفر پیچ است.

## نگارخانه

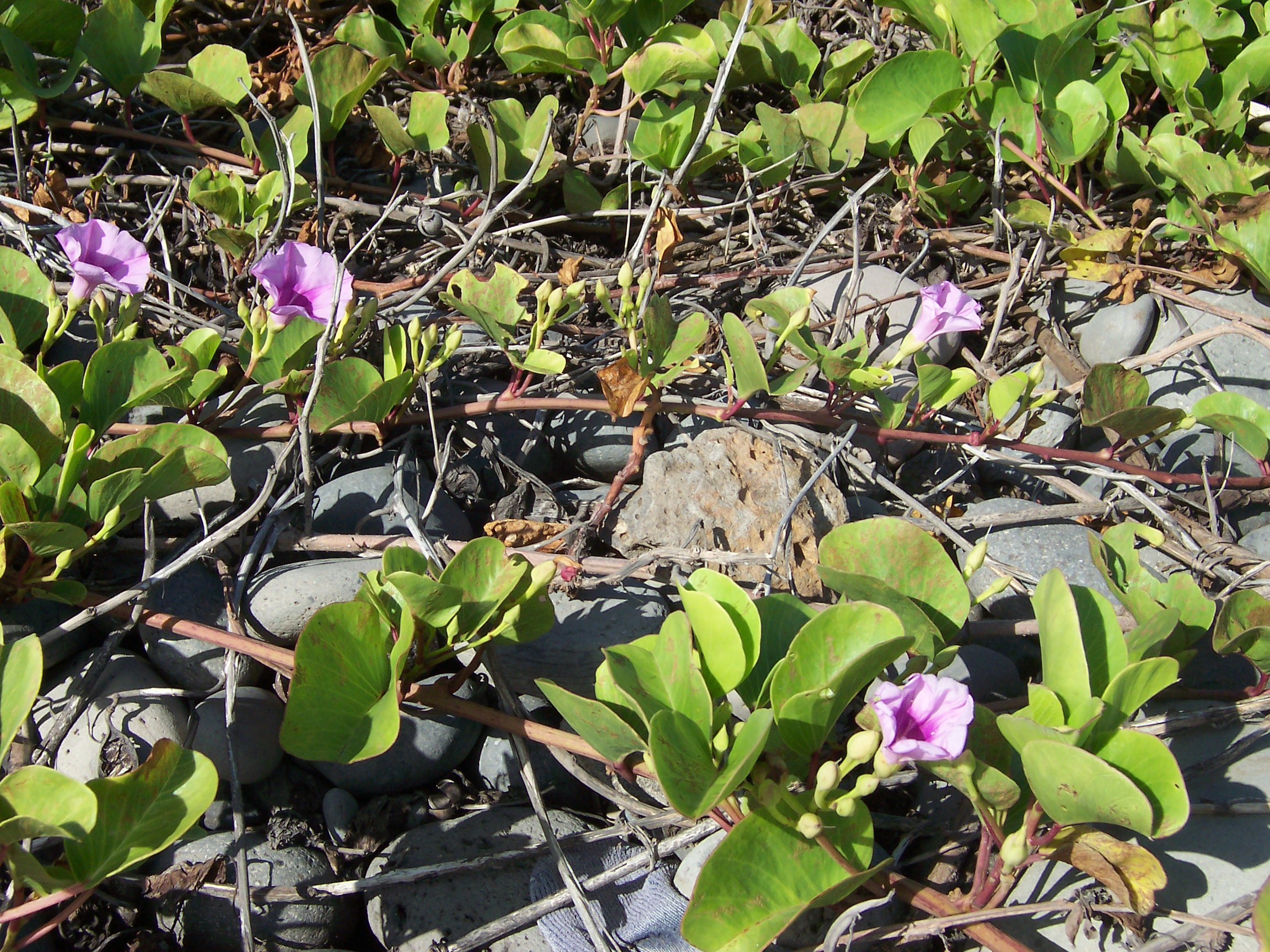
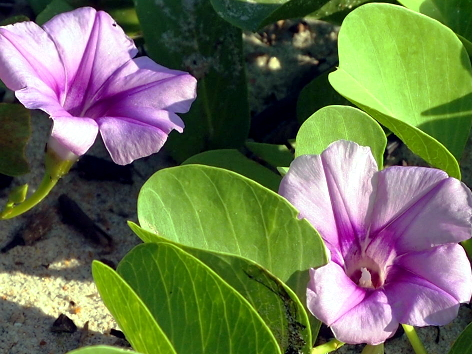
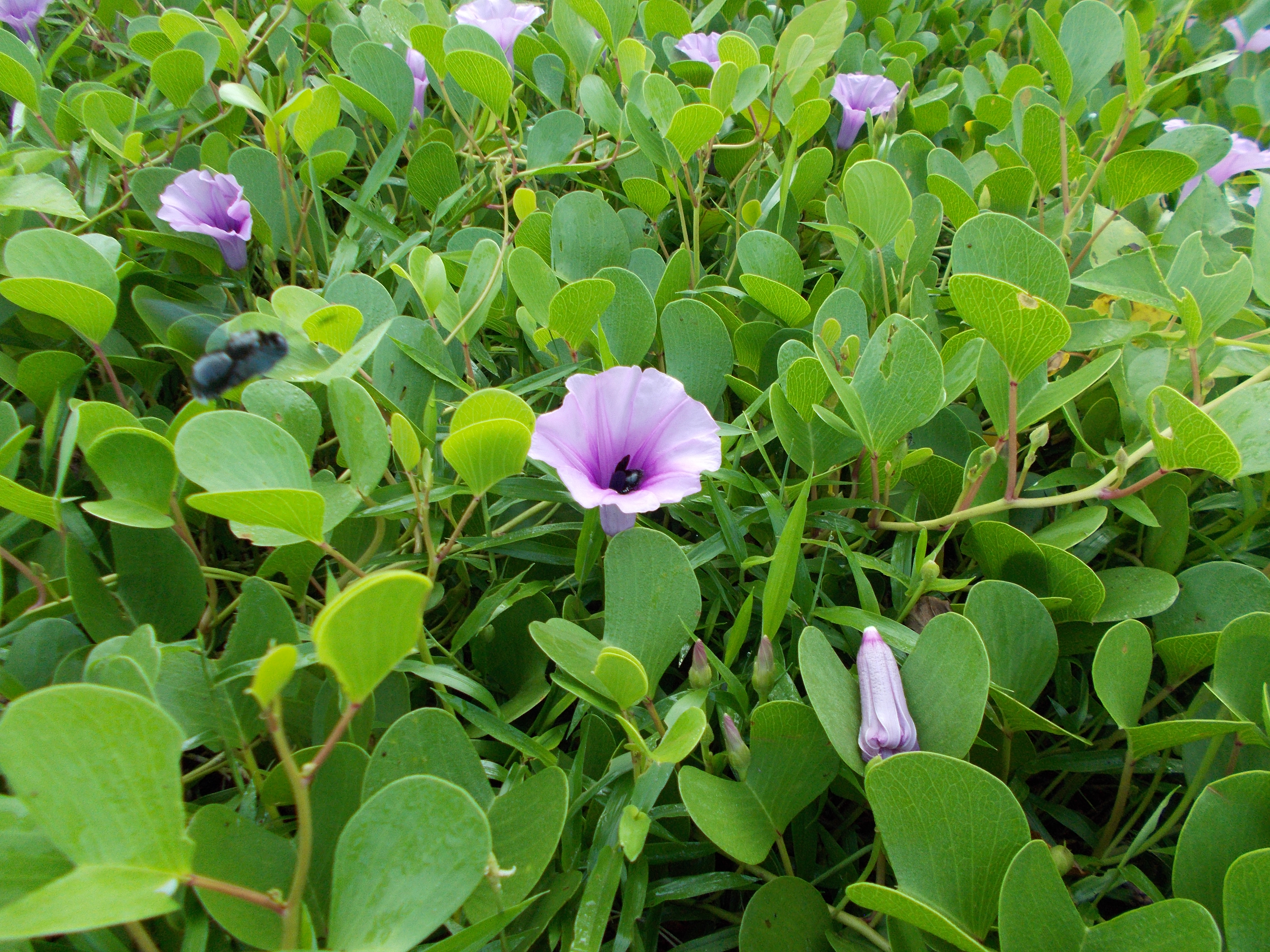
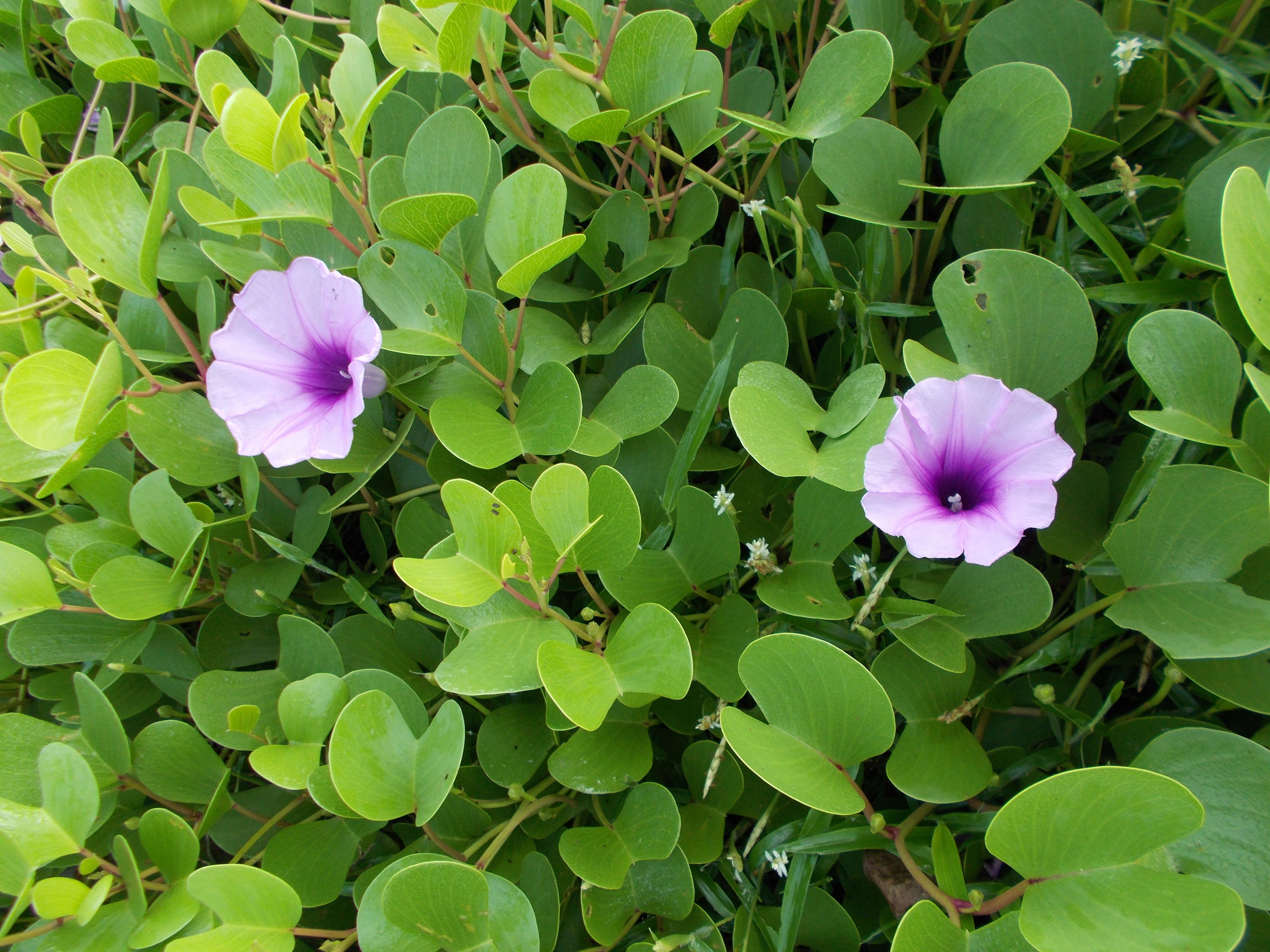
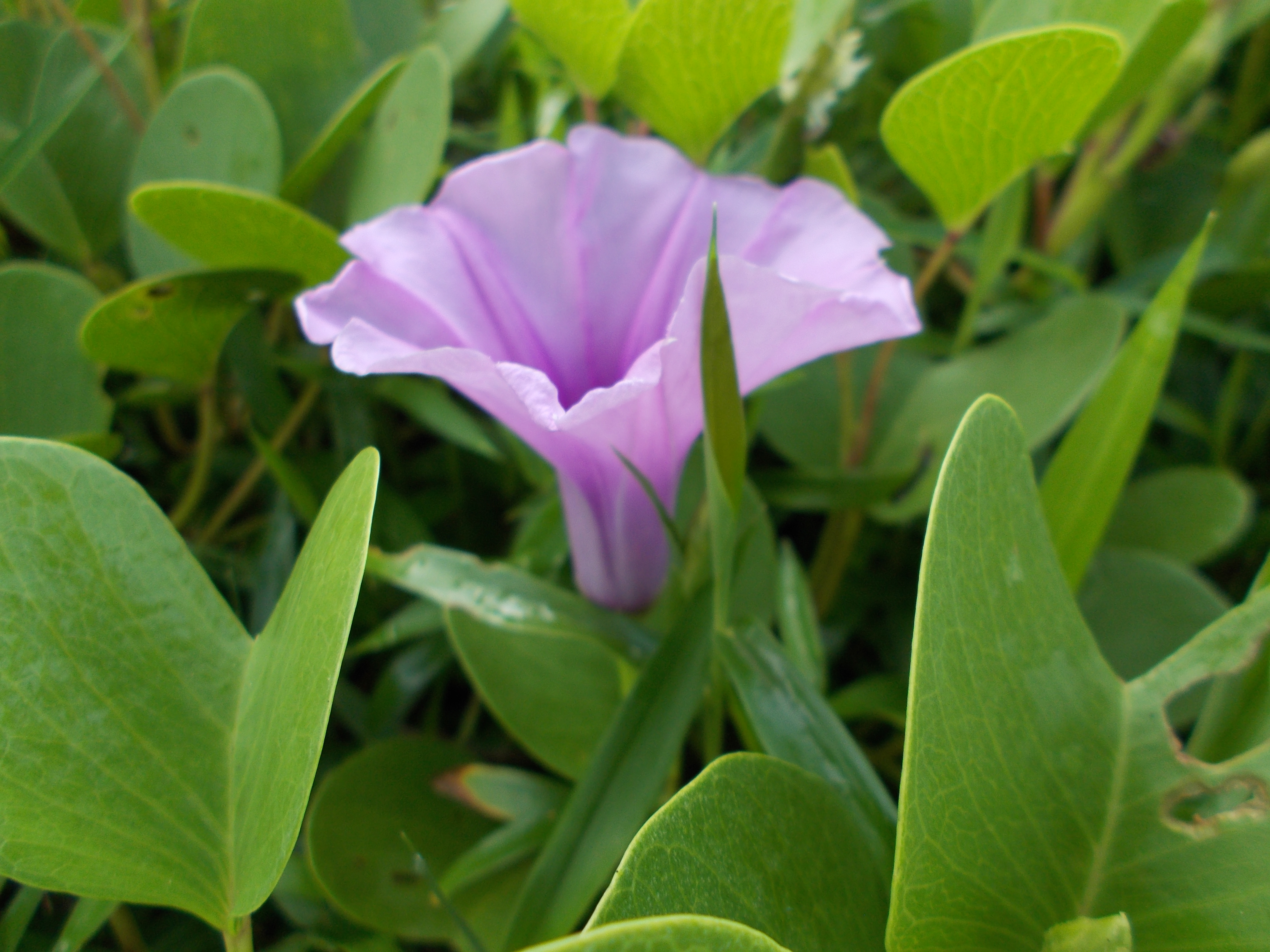
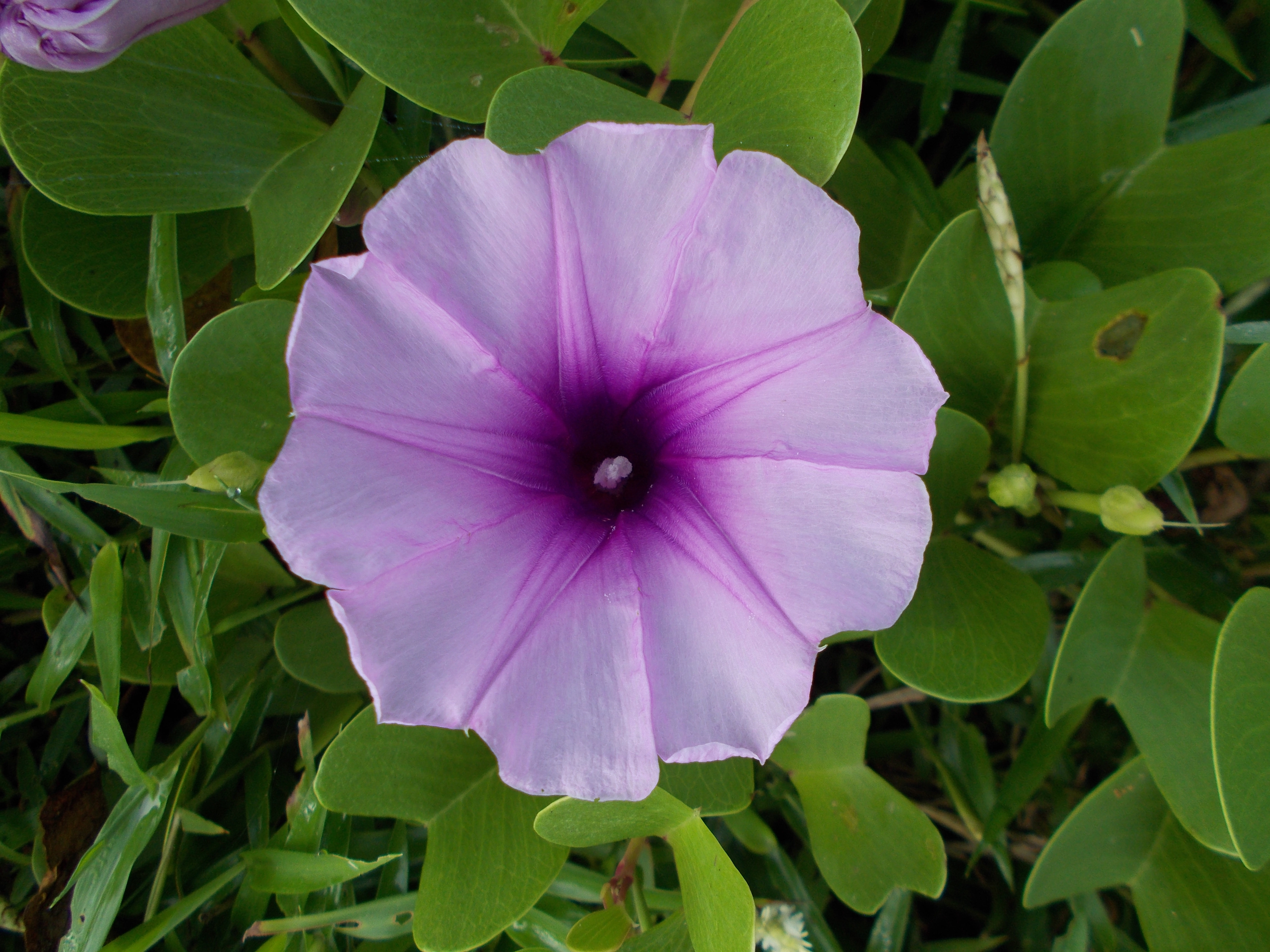
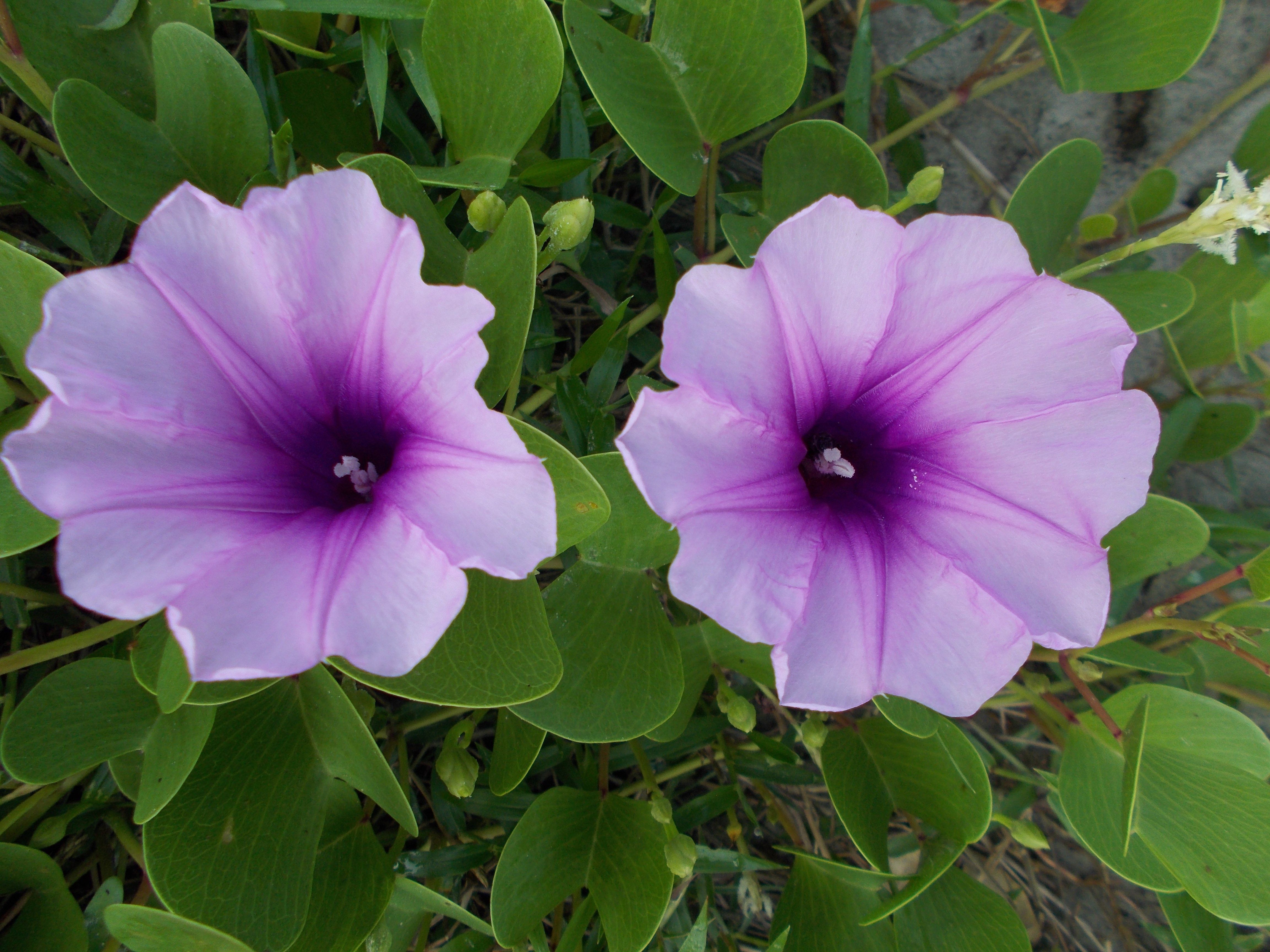